# أبو طلحة (إدلب)
أبو طلحة قرية سورية تتبع ناحية سلقين في منطقة حارم في محافظة إدلب. بلغ عدد سكانها 1087 نسمة في عام 2004 حسب إحصاء المكتب المركزي للإحصاء.